# Horst Scarbath
Horst Scarbath (* 12. Mai 1938 in Nürnberg; † 17. September 2021) war ein deutscher Erziehungswissenschaftler.

## Leben

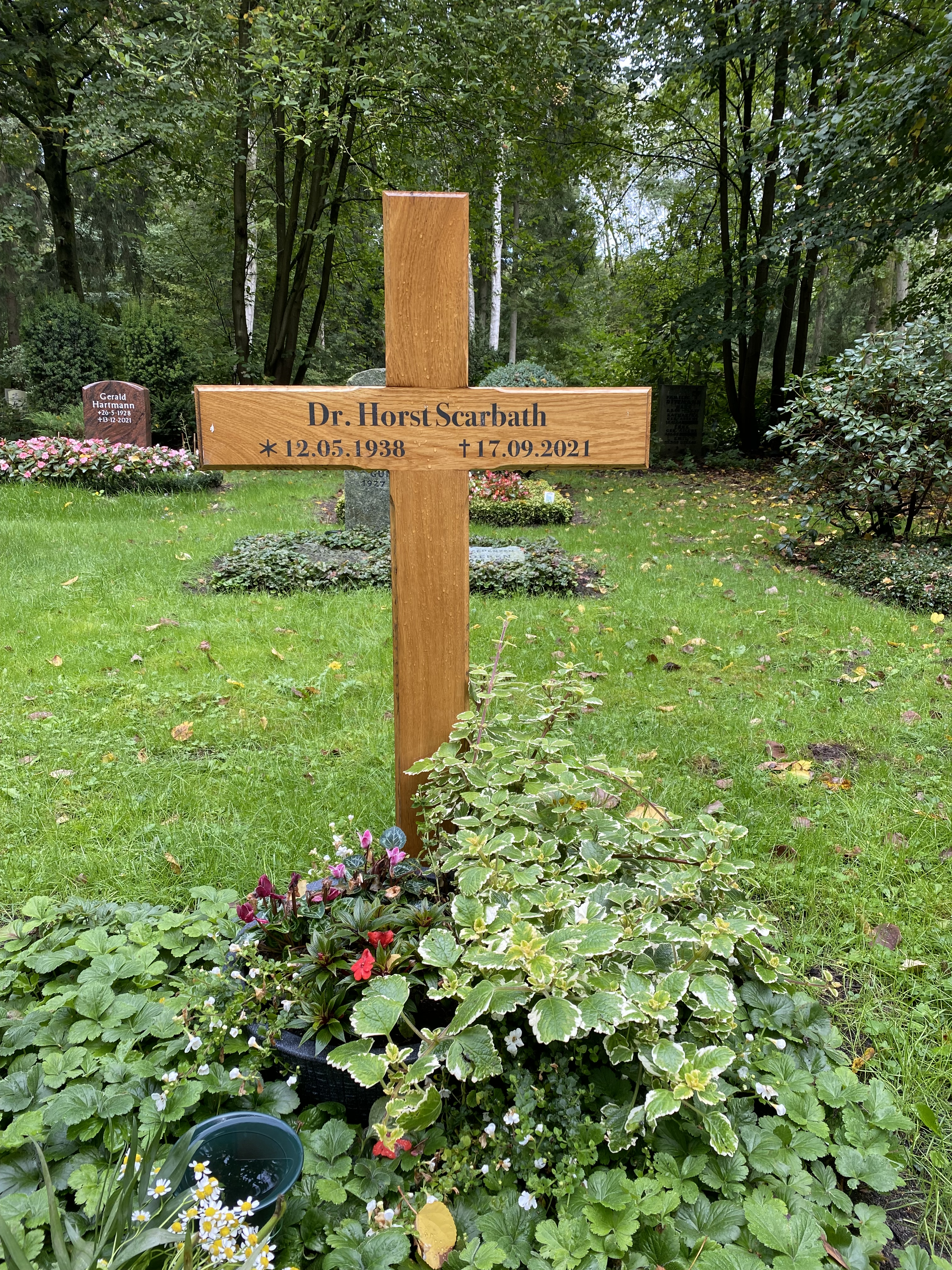
Grabstätte

Nach Studien in Pädagogik und Psychologie (unter Einschluss psychoanalytischer Psychologie); Germanistik, Anglistik, Romanistik, evangelischer Theologie an den Universitäten Erlangen-Nürnberg und Frankfurt am Main, dem Staatsexamen für das Lehramt an Gymnasien und der Promotion zum Doktor der Philosophie war er von 1970 bis 2004 Professor für Allgemeine Erziehungswissenschaft an der Universität Hamburg.
Seine Arbeitsbereiche waren allgemeine Erziehungswissenschaft und Sozialpädagogik, pädagogische Psychologie (unter Einschluss psychoanalytisch orientierter Pädagogik), außerschulische Bildung und Personalentwicklung.
Seine letzte Ruhestätte fand Horst Scarbath auf dem Hamburger Friedhof Volksdorf.

## Schriften (Auswahl)
- Geschlechtserziehung. Motive, Aufgaben und Wege. Heidelberg 1969, OCLC 732246474.
- Videokonsum und pädagogische Verantwortung. Rudolf Stefen zum 60. Geburtstag zugeeignet. Köln 1987, ISBN 3-920007-98-0.
- Träume vom guten Lehrer. Sozialisationsprobleme und dialogisch-förderndes Verstehen in Erziehung und Unterricht. Donauwörth 1992, ISBN 3-403-02104-1.
- mit Thomas von Beyer-Stiepani (Hg.): Handbuch Trainingskompetenz. Multiplikatorenkonzept für die betriebliche Weiterbildung. Bielefeld 2012, ISBN 3-7639-5123-7.